# Darkenhöld
Darkenhöld est un groupe de black metal français, originaire de Nice en Provence-Alpes-Côte d'Azur.

## Biographie
Le groupe est fondé en 2008 à Nice par le guitariste et compositeur Aldébaran, le chanteur Cervantès et le batteur Aboth, rejoints bientôt pour les concerts par Aleevok et Balahr, puis Anthony. Aldébaran ayant quitté les groupes Artefact et Etheryäl, dont il était le principal compositeur, il forme Darkenhöld dans le désir de revenir à un style de black metal plus épuré, auquel il espère apporter sa touche personnelle. Cervantès est aussi un des premiers participants d’Artefact (groupe qui n’existe plus aujourd’hui) et Aboth et Aldébaran ont également joué ensemble dans Continuum, dont Aboth est le compositeur et batteur. Le nom Darkenhöld trouve son origine dans une ambiance fantastique et épique, et dans les forteresses dont il sera souvent question dans les thèmes abordés. 
Si les premiers split CD sont reçus de manières diverses, surtout parce que présentant des reprises à côté des créations (reprise de Wallachia, participation à l'hommage à Emperor par une reprise d'Ancient Queen...), le premier opus du groupe, A Passage to the Towers (octobre 2010), reçoit un très bon accueil dans les diverses chroniques. Le style est jugé « professionnel et maîtrisé, à la fois sans concession et sans surenchère. » En décembre 2010, la revue Metallian consacre une chronique à l'album : « L’agencement, le feeling et le lyrisme que contient cette œuvre atteignent des sommets », en dit Florent Bécognée, chroniqueur. Et aussi : « A Passage to the Towers est un album clairement énergique et spontané, qui ne part pas dans la démonstration, mais qui s’intéresse au fond et à l’authenticité. » Le groupe y est décrit comme « n'étant pas né de la dernière pluie, mais son aura augmente considérablement avec ce premier véritable album, A Passage To The Towers… Respectueux du genre, originaux et inspirés, ces Français peignent un art épique, imaginaire et violent qui flattera les plus authentiques[réf. nécessaire]. » La revue allemande Legacy consacre également un article au groupe à la sortie de l'album.
Ils participent à la Compilation Combat Nasal Vol.1 publiée le 15 décembre 2010. Une première tournée en 2011 conduit le groupe à jouer en Suisse (Grenchen), et en France (Grenoble, Marseille, Paris et Nice).

Le 22 juin 2018, le groupe joue au Hellfest Summer Open Air à Clisson.

## Style musical
Le groupe se définit comme jouant un black metal atmosphérique/mélodique accompagné d’un univers médiéval : chœurs, cadences à double sensible (A Passage par exemple). Cet univers se veut aussi un prétexte à l’expression de profondeurs authentiques et personnelles. L'objectif concernant les compositions et le style est de tenter d'approcher le plus possible des sources originales du black metal, donc de pratiquer un style le plus épuré possible en ce sens. Malgré la virtuosité présente dans tous les morceaux, il veut également mettre surtout en avant l’énergie et la spontanéité. L’utilisation des claviers le relie fortement aux groupes scandinaves et il revendique des influences comme celles d’Emperor, Ancient, Gehenna, Satyricon, Bathory, ou For All Tid de Dimmu Borgir,.

## Membres

### Membres actuels
- Aldébaran – composition, guitare, clavier, basse et chœurs (depuis 2008)
- Cervantès – textes, chant (depuis 2008)
- Aboth – batterie, percussions, clavier (depuis 2008)
- Aleevok – basse (depuis 2010)
- Anthony – guitare (depuis 2010)

### Anciens membres
- Balahr – guitare

## Discographie

### Albums studio
- 2010 : A Passage to the Towers
- 2012 : Echoes of the Stone Keeper
- 2014 : Castellum
- 2017 : Memoria Sylvarum[9]
- 2020 :  Arcanes et sortilèges
- 2025 :  Le Fléau du Rocher[10]

### Split CD
- 2009 : Split avec Fhoi Myore
- 2009 : Wrath of the Serpent (2009)
- 2019 : Atra Musica avec Griffon

### Compilations
- 2010 : Compilation Combat Nasal Vol.1
- A tribute to Emperor, Arcturus and Ved Buens Ende: "Old crown, new spawn"
- Compilation French Metal